# Hilgay
Hilgay – wieś w Anglii, w hrabstwie Norfolk, w dystrykcie King’s Lynn and West Norfolk. Leży 62 km na zachód od Norwich i 122 km na północ od Londynu.
Miejscowość liczy 1174 mieszkańców.